# Ист Питерсберг (Пенсилванија)
Ист Питерсберг (енгл. East Petersburg) град је у америчкој савезној држави Пенсилванија.

## Демографија
По попису из 2010. године број становника је 4.506, што је 56 (1,3%) становника више него 2000. године.
| Група             | 2000.         | 2010.         |
| Белци             | 4.166 (93,6%) | 3.908 (86,7%) |
| Афроамериканци    | 60 (1,3%)     | 148 (3,3%)    |
| Азијати           | 49 (1,1%)     | 54 (1,2%)     |
| Хиспаноамериканци | 127 (2,9%)    | 309 (6,9%)    |
| Укупно            | 4.450         | 4.506         |